# ناحیه اکتون، شهرستان میکر، مینه‌سوتا
شهرستان اکتون، بخش میکر، مینه‌سوتا (به انگلیسی: Acton Township, Meeker County, Minnesota) در ایالات متحده آمریکا است که در مینه‌سوتا واقع شده‌است.

## خصوصیات
شهرستان اکتون ۹۱٫۷ کیلومترمربع مساحت و ۳۸۱ نفر جمعیت دارد و ۳۶۴ متر بالاتر از سطح دریا واقع شده‌است.